# Яблоня айовская
Я́блоня айо́вская (лат. Malus ioensis, англ. Prairie crabapple) — дерево, вид рода Яблоня (Malus) семейства Розовые (Rosaceae), произрастающее в Северной Америке в бассейне рек Миссисипи и Миссури

## Ботаническое описание
Дерево высотой до 6—10 метров, с ветвями красного цвета, часто с колючками. Молодые побеги вначале опушённые, затем становятся голыми.
Листья длиной до 10 см, яйцевидной или эллиптической формы, неглубоко лопастные или надрезанно пильчатые, на черешках длиной до 3,5 см. Сверху листовая пластинка тёмно-зелёная, голая, блестящая, снизу более светлая, иногда опушённая только по жилкам.
Цветки белые или розовые, диаметром 3,5—5 см. Цветоножки опушённые, длиной до 3,5 см. Гипантий, завязь и нижняя часть столбиков густо опушены. Время цветения — июнь.
Плоды зеленовато-жёлтые, шаровидные, иногда немного гранёные, диаметром до 3,5 см, покрыты восковым налётом.

## Применение
Иногда выращивают в качестве декоративного растения, имеются формы с махровыми цветками.